# Virada de mesa
Virada de mesa, ato ou efeito de virar a mesa, é a atitude antidesportiva de quem, ao estar sendo derrotado num jogo de cartas ou de tabuleiro, mistura propositalmente as cartas ou peças do jogo, impedindo o seu prosseguimento.

## Sentido estrito
Em qualquer regulamento de competição esportiva, o jogador que provoca a virada de mesa é punido, no mínimo com a derrota naquela partida, mas muitas vezes também com a perda de um certo número de pontos e mesmo com a eliminação da competição ou com o banimento da liga ou federação por um determinado número de temporadas.
A virada de mesa não deve ser confundida com o gesto ritual de desistência do jogador que lança suas próprias cartas sobre a mesa, ou do enxadrista que inclina o seu próprio rei no tabuleiro, aceitando ou reconhecendo a vitória do adversário.

## Sentido lato
Mais recentemente, o termo "virada de mesa" passou a ser aplicado a qualquer mudança de regras provocada por interesses circunstanciais ou casuísticos, buscando favorecer alguém em detrimento de outrem.
Num jogo de futebol, por exemplo, "virar a mesa" no sentido tradicional corresponderia a retirar o time de campo, ou provocar expulsões ou simular lesões até que a equipe fosse numericamente desqualificada, ou permitir que o gramado fosse invadido por não-atletas, ou (num jogo noturno) apagar as luzes do estádio, etc. No sentido estendido, a "virada de mesa" não ocorreria dentro de campo, mas nos tribunais desportivos, e se daria pela mudança na contagem de pontos ou nos critérios de desempate, pela remarcação de locais ou datas dos jogos, pela modificação nos critérios de promoção e rebaixamento, pela anulação de partidas já disputadas, etc.
No primeiro sentido, a "virada de mesa" é uma atitude de um indivíduo ou grupo de indivíduos, facilmente punível pela autoridade esportiva, bastando caracterizar a sua intencionalidade. No segundo sentido, a "virada de mesa" é praticada com a conivência da autoridade esportiva, ou determinada por ela própria, o que torna a punição impossível, a não ser quando estabelecida por autoridade maior.

## Fora do campo esportivo
Em seu uso corrente, o termo "virada de mesa" passou a aplicar-se também a situações não-desportivas, como por exemplo:
- modificação nos critérios de promoção e rebaixamento em competições entre grupos carnavalescos[6] ou de outra natureza;[7]
- mudança de legislação relativa à reeleição de mandatários que foram originalmente eleitos sem que esta possibilidade fosse contemplada;[8]
- qualquer alteração brusca no funcionamento da economia de um país, provocada por mudança de governo.[9]

## Sentido positivo
A partir da publicação do livro do empresário Ricardo Semler, Virando a Própria Mesa, a expressão "virada de mesa" também passou a ser usada, em algumas circunstâncias, num sentido positivo, de mudança brusca mas eticamente justificável.
Em alguns casos, a expressão "virada de mesa" tornou-se sinônimo de "reversão de expectativa", nem positiva nem negativa, mas simplesmente inesperada, como por exemplo:
- no caso em que uma empresa maior compra o controle de uma empresa menor e, em seguida, coloca o presidente da menor à testa do grupo resultante da fusão;[11]
- no caso de uma pesquisa que identifica uma surpreendente mudança de comportamento numa população;[12]
- no caso de uma empresa em crise que, em pouco tempo, consegue voltar a ter lucros em função de uma mudança ou ajuste de procedimentos.[13]